# 江戸薩摩藩邸の焼討事件

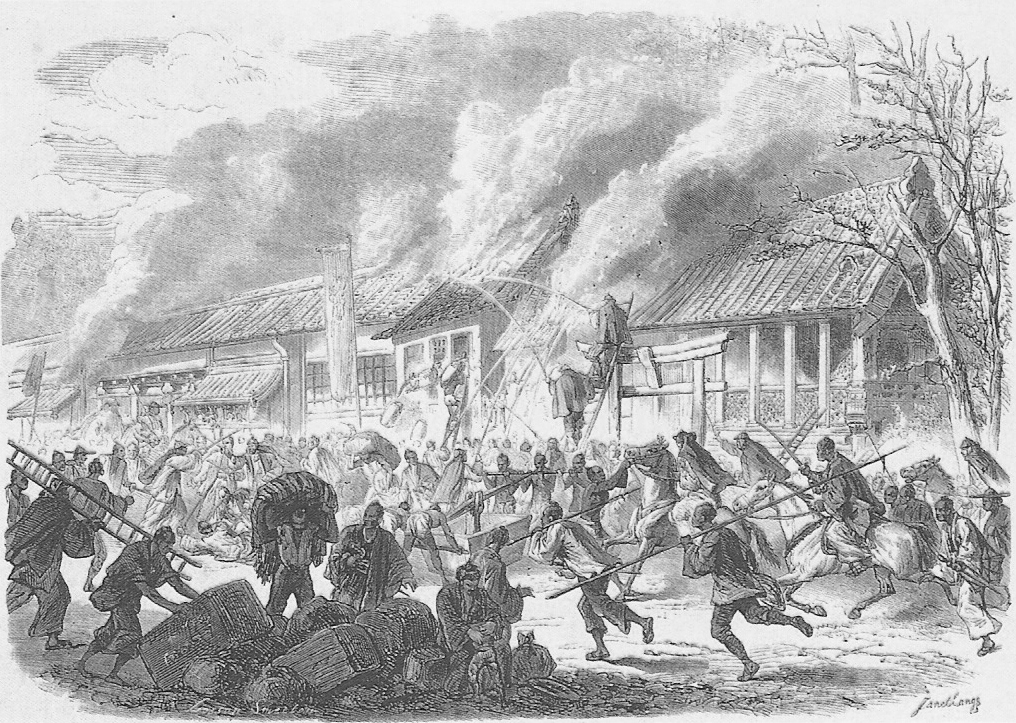
フランスの週刊誌「L'Illustration」の記事イラスト。

江戸薩摩藩邸の焼討事件（えどさつまはんていのやきうちじけん）は、薩摩藩が江戸市中取締の庄内藩屯所を襲撃した為、幕末の慶応3年12月25日（1868年1月19日）に江戸の三田にある薩摩藩の江戸藩邸が江戸市中取締の庄内藩新徴組らによって襲撃され、放火により焼失した事件のことである。この事件からの一連の流れが戊辰戦争のきっかけになった。
薩摩藩邸焼討事件とも。

## 経緯

### 勤皇派取締りの強化
文久3年（1863年）4月、庄内藩は高崎藩、白河藩、中村藩とともに、江戸幕府から江戸市中の警備を命ぜられ、以降、攘夷派の取り締まりに実績を上げていた。この時期、前将軍徳川慶喜をはじめとする幕府の幹部は京に詰めており、江戸には市中取締の藩兵のみが警護にあたっていた。

### 乾退助土佐藩邸水戸勤皇浪士隠匿事件
慶応2年12月(1867年1月)、水戸浪士の中村勇吉(天狗党残党)、相楽総三、里見某らが乾退助(のちの板垣退助)を頼って江戸に潜伏。当時、江戸築地土佐藩邸の惣預役(総責任者)であった乾退助は、参勤交代で藩主が土佐へ帰ったばかりで藩邸に人が少ないのを好機として、藩主に無断、かつ藩重役にも相談せず独断で彼等を藩邸内に匿う。

### 薩土討幕の密約

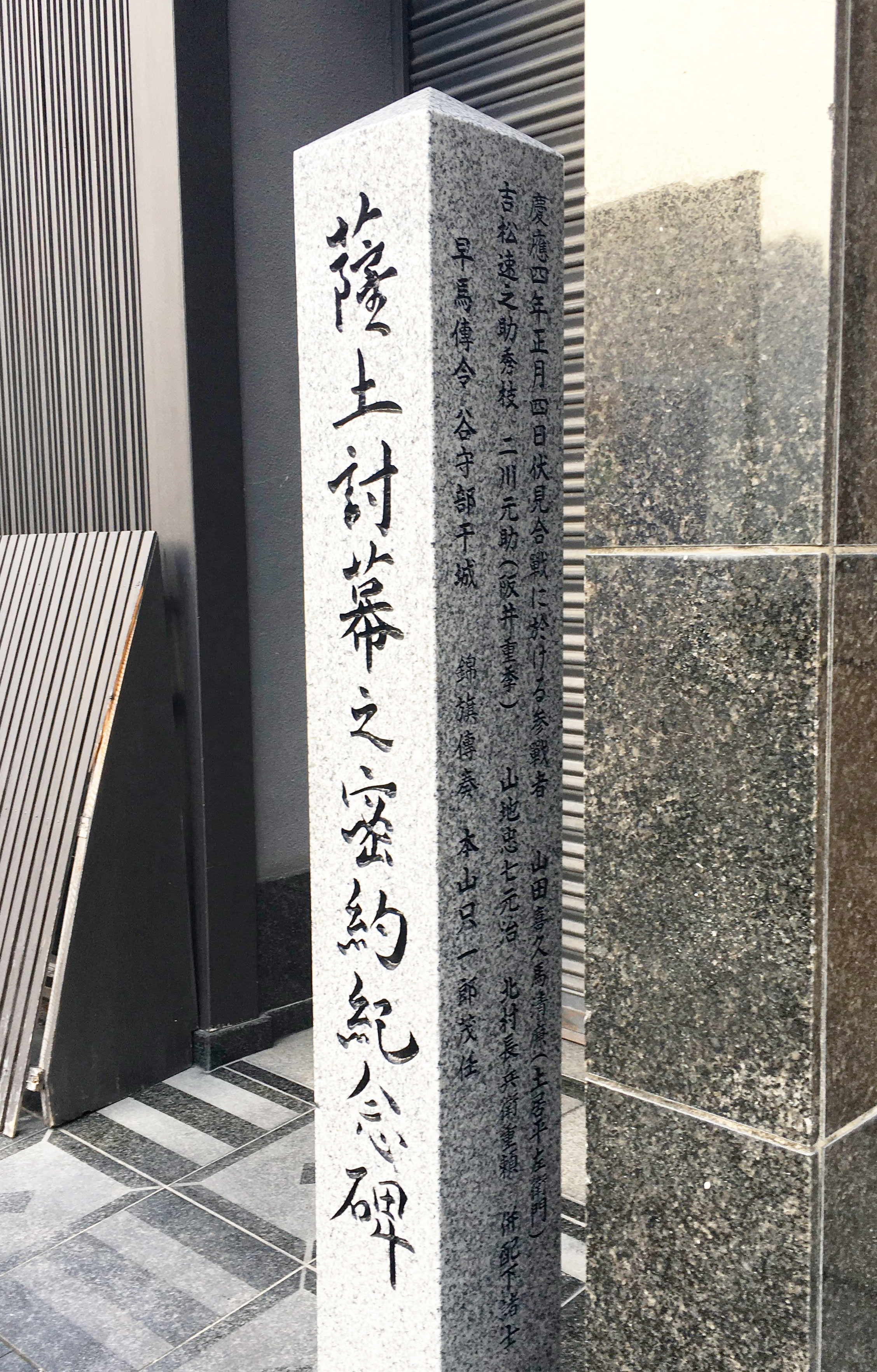
「薩土討幕之密約紀念碑」
密約が締結される前段階として京都東山「近安楼」で会見がもたれたことを記念する石碑
京都市東山区（祇園）

慶応3年5月21日(太陽暦6月23日)、中岡慎太郎の仲介によって、土佐藩・乾退助と薩摩藩・西郷隆盛の間で締結された薩土討幕の密約では、この浪士らの身柄を土佐藩邸から薩摩藩邸へ移管することも盛り込まれた。翌5月22日(太陽暦6月24日)に、乾は薩摩藩と締結した密約を山内容堂に稟申し、同時に勤王派水戸浪士を江戸藩邸に隠匿している事を告白。土佐藩の起居を促した。容堂はその勢いに圧される形で、この軍事密約を承認し、退助に軍制改革を命じた。土佐藩は乾を筆頭として軍制改革・近代式練兵を行うことを決定。乾は、5月27日(太陽暦6月29日)、中岡慎太郎らに大坂でベルギー製活罨式(かつあんしき)アルミニー銃(Albini-Braendlin_rifle)300挺の購入を命じ、6月2日(太陽暦7月3日)に土佐に帰国。中岡は乾退助の武力討幕の決意をしたためた書簡を、土佐勤王党の同志あてに送り、土佐勤王党員ら300余名の支持を得た。（これがのちの迅衝隊の主力メンバーとなる）。薩摩藩側も5月25日(太陽暦6月27日)、薩摩藩邸で重臣会議を開き、藩論を武力討幕に統一することが確認された。一方、幕府側は、6月10日(太陽暦7月11日)、近藤勇ら新撰組隊士を幕臣として召抱え、勤皇派の取締りを強化した。

### 土佐勤王党員を釈放
慶応3年9月6日(1867年10月3日)、大監察に復職した乾退助は薩土討幕の密約をもとに藩内で武力討幕論を推し進め、佐々木高行らと藩庁を動かし、土佐勤王党弾圧で投獄されていた島村寿之助、安岡覚之助ら旧土佐勤王党員らを釈放させた。これにより、土佐七郡(全土)の勤王党の幹部らが議して、退助を盟主として討幕挙兵の実行を決断。武市瑞山の土佐勤王党を乾退助が事実上引き継ぐこととなる。

### 左行秀の密告
慶応3年9月9日(1867年10月6日)、土佐藩お抱えの刀鍛冶・左行秀(豊永久左衛門)は、退助が江戸の土佐藩邸に勤王派浪士を隠匿し、薩摩藩が京都で挙兵した場合、退助らの一党が東国で挙兵する計画を立てていると、寺村左膳に対し密告を行った。行秀は乾退助が水戸浪士・中村勇吉に宛た書簡の写しを証拠として所有しており、退助の失脚を狙って左膳に密告したものである。「この事が容堂公の耳に入れば、退助の命はとても助からないであろう」と言う話を漏れ聞いた清岡公張(半四郎)は、土佐勤王党の一員であった島村寿太郎(武市瑞山の妻・富子の弟で、瑞山の義弟)に乾退助を脱藩させることを提案。島村が退助に面会して脱藩を勧めた。しかし、退助は容堂の御側御用役・西野友保(彦四郎)に対し、水戸浪士を藩邸に隠匿していることは、既に5月(薩土討幕の密約締結を報告の際)に自ら容堂公へ申し上げている事であるため、既に覚悟は出来ており御沙汰を俟つのみであると返答している。果たしてこれに対して容堂は、
と答えたため不問にふされる。9月25日(太陽暦10月22日)、坂本龍馬らはこれに呼応して長崎より銃器を携えて土佐へ帰国。10月(太陽暦11月)、土佐藩邸に匿われていた水戸浪士らが薩摩藩邸へ移管される。

### 討幕の密勅

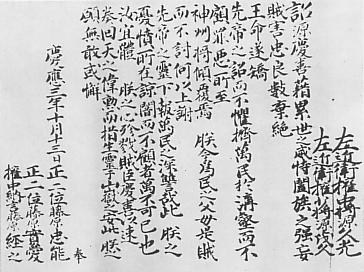
討幕の密勅

朝廷は幕府を討伐すべく、討幕の密勅を慶応3年10月13日に薩摩藩へ、翌14日には長州藩へそれぞれ下した。13日に密勅を賜った薩摩はすぐに行動を開始する。
薩土討幕の密約によって土佐藩から身柄を移管された相楽総三ら勤皇派浪士は西郷隆盛の意を受けて活動を開始し、三田の薩摩藩邸を根拠地として意思を同じくする倒幕、尊皇攘夷論者の浪士を全国から多数招き入れた。彼らは薩摩藩士伊牟田尚平や益満休之助の指示を受け、放火、掠奪、暴行などを繰り返して幕府を挑発した。その行動の指針となったお定め書きにあった攻撃対象は「幕府を助ける商人と諸藩の浪人、志士の活動の妨げになる商人と幕府役人、唐物を扱う商人、金蔵をもつ富商」の四種に及んだ。旧幕府も前橋藩、佐倉藩、壬生藩、庄内藩に「盗賊その他、怪しき風体の者は見掛け次第、必ず召し捕り申すべし。賊が逆らいて、その手に余れば討ち果たすも苦しからず」と厳重に市中の取締りを命じたが、武装集団に対しては十分な取締りとならなかった。庄内藩は旧幕府が上洛のため編成し、その後警護に当たっていた新徴組を借り受け、薩摩藩邸を見張らせた。

### 拡大する騒乱
討幕の密勅の直後の慶応3年10月14日に大政奉還が行われ、討幕の実行延期の沙汰書が10月21日になされ、討幕の密勅は事実上、取り消された。討幕のための挙兵の中止も江戸の薩摩藩邸に伝わったが、討幕挙兵の噂は瞬く間に広まっていて、薩摩藩邸ではその火のついた志士を抑えることはできずにいた。騒乱行為はますます拡大していき、慶応3年11月末（1867年12月末）には竹内啓（本名：小川節斎）を首魁とする十数名の集団が下野出流山満願寺の千手院に拠って檄文を発し、さらに150名をも越える一団となって行軍を開始。同年12月11日（1868年1月5日）から数日間、栃木宿の幸来橋付近や岩船山で関東取締出役・渋谷鷲郎（和四郎とも）率いる旧幕府方の諸藩兵と交戦し、鎮圧された。敗れた竹内は中田宿で捕らえられ、処刑された（出流山事件）。しかし、参加者数名が脱走して薩摩藩邸に逃げ込んだ。同年11月25日には上田修理（本名・長尾真太郎）ら十数名の集団によって甲府城攻略が計画されるが、事前に八王子千人同心に露見し、八王子宿で撃退された。その際の襲撃者たちもやはり薩摩藩邸に逃げ込んだ。同年の12月15日（1868年1月9日）には鯉淵四郎（本名・坂田三四郎）を首魁とする三十数人の集団が相模の荻野山中藩の大久保教義の陣を襲撃し、薩摩藩邸へ戻ったが、こちらは死者1名、負傷者2名で比較的損害は小さかった。12月20日（1868年1月14日）の夜には鉄砲や槍などで武装した50名が御用盗のため同藩邸の裏門から外に出たところ、かねてより見張っていた新徴組に追撃され、賊徒は散り散りとなって薩摩藩邸へと逃れた。賊徒側も反撃に及び、12月22日の深夜、新徴組が屯所としていた赤羽根橋の美濃屋に30人あまりの賊徒が鉄砲を撃ち込んで逃走、薩摩藩邸に逃げ込んだ。翌12月23日には 春日神社前にある庄内藩の屯所として使われていた寄席の「吹貫」に鉄砲が撃ち込まれ、その亭主と使用人の2名が死亡した。

### 討ち入りの決断
これらの状況下で幕臣達は「続出する騒乱の黒幕は薩摩藩」との疑いを強くし、将軍の留守を守る淀藩主の老中稲葉正邦は、ついに武力行使も辞さない強硬手段を決意する。12月24日（1868年1月18日）、庄内藩江戸藩邸の留守居役松平親懐（権十郎）に「薩摩藩邸に賊徒の引渡しを求めた上で、従わなければ討ち入って召し捕らえよ」との命を下す。これに対して松平は「薩摩側が素直に引き渡すとは思えず、討ち入りとなることは必至だが、庄内藩は先日銃撃の被害を受けており、この状況下で討ち入れば私怨私闘の謗りを受けてしまう。その為、他藩との共同で事に当たらせて欲しい」と願い、受け入れられた。これにより庄内藩に加え、上山藩、鯖江藩、岩槻藩の三藩と、庄内藩の支藩である出羽松山藩が参加。戦闘指揮は庄内藩の監軍（軍監）、石原倉右衛門が執る事になった。
討ち入りに際し、薩摩屋敷の戦力は浪士200名、馬16頭との情報があり、これに対して24日中に庄内藩から500、上山藩から300、鯖江藩から100、岩槻藩から50の合計950名を集め、さらに大砲、鉄砲、槍などが庄内藩の西丸下伊賀屋敷に持ち込まれ、夜食を摂ってから赤羽根橋に集結、25日の討ち入りに備えた。
12月25日未明、出動したこれらの藩兵は薩摩藩邸を包囲する。ただ、薩摩側が窮鼠状態となる事を危惧し、庄内藩が受け持つ北門と西門のうち西門付近は意図的に包囲を緩めておいた。

### 焼き討ち実行
まずは交渉役の庄内藩士・安倍藤蔵が薩摩藩邸を単身で訪問。藩邸の留守役の篠崎彦十郎を呼び、賊徒の浪士を武装を解除した上で一人残らず引き渡すよう通告したが、その場で篠崎は即時引き渡しを拒否した。「引き渡されはせんでしょう。では、これにて御免」と言った安倍を藩邸の外に送り出した篠崎は、外の様子を探るために藩邸のくぐり戸を出たが、そこには庄内藩兵が待ち受けていた。安倍が「もはや手切れでござる」と呼びかけ、それを機に幕府方は討ち入りを決行。篠崎は庄内藩兵に槍で突き殺された。包囲する庄内藩兵たちも砲撃を始め、同時に西門を除く三方から薩摩藩邸に討ち入りを開始した。
迎え撃つ薩摩藩邸や薩摩藩お抱え浪士も応射するなどして奮戦するが、多勢に無勢であり戦闘開始から3時間後、旧幕府側の砲撃や浪士らの放火によって薩摩藩邸はいたるところで延焼し、もはや踏みとどまれる状況ではなかった。当初より脱出を指示されていた浪士達は、火災に紛れて藩邸を飛び出し、二十数名が一組となって逃走を開始。相楽総三、伊牟田尚平らを始めとする数組が幕府方の包囲網を抜き、浜川鮫州へと向けて走り続け、道筋の民家に放火するなど追跡を錯乱しつつ品川へ。目指すは品川に停泊する薩摩藩の運搬船「翔凰丸」であったが、焼き討ちと同時に「翔凰丸」は旧幕府の軍艦「回天」の接近を受け、沖合いへと逃げ出した後であった。浪士たちは漁師らから小船を奪うと、沖合いへと船を出し、何とか「翔凰丸」に乗り込もうとした。この時、150余名の浪士らが沖合いを目指していたが、「翔凰丸」は再びの「回天」接近により錨を揚げて江戸からの撤退を決断。かろうじて先に乗り込んだ相楽ら28名を収容し、残りは置き去りにして紀州へと向け出航した。残された者は羽田方面と船を向け、上陸後、解散することになった。一部はその後相楽たちの赤報隊に加わることができたが、多くは捕縛された。益満休之助も捕らえられた。翔凰丸はかなりの難航の末西宮にたどり着き、乗っていた相楽たちはそこから上陸、戊辰戦争へ参戦することになる。
この焼き討ちによる死者は、薩摩藩邸使用人や浪士が64人、旧幕府側では上山藩が9人、庄内藩2人の計11人であった。また、捕縛された浪士たちは112人におよんだと記録されている。

## 影響
事件の詳細が大坂城の徳川家の幹部の元へ伝わったのは12月28日(太陽暦1868年1月22日)で、対薩強硬派として知られる大目付滝川具挙と勘定奉行小野広胖によって伝えられた。
老中板倉勝静と前将軍徳川慶喜は沸きあがる「薩摩討つべし」の声を抑えることができず、薩摩藩の目論見通り旧幕府は討薩への意志を固める。その様子として、復古記において「阪城にて甚だ敷く上様へ相迫り候者は、滝川播磨（具挙）、塚原但馬、小野内膳正（広胖）にて之れあるべしと申すこと」との松平春嶽の証言が残されている。
当事者である新徴組はそこまで大事とは考えていなかったようで、新徴組の山口三郎が討ち入り3日後に勝海舟を訪ねてきた際には「恐らく戦になるだろう」と語り、また安倍藤蔵は「今後のんびりやりましょう」と述べ、この時点で大規模な戊辰戦争が想定されていたわけではない。
旧幕府は朝廷へと討薩を上表し、慶応4年1月（1868年2月）、軍を編成して京都に向けて進軍を開始した。この京都の薩摩兵への攻撃は、その後、戊辰戦争へと繋がっていく。
12月28日(太陽暦1868年1月22日)、土佐藩・山田平左衛門、吉松速之助らが伏見の警固につくと、薩摩藩・西郷隆盛は土佐藩士・谷干城へ薩摩・長州・安芸の三藩には既に討幕の勅命が下ったことを示し、薩土密約に基づき、乾退助を大将として国元の土佐藩兵を上洛させ参戦することを促した。
谷は大仏智積院の土州本陣に戻って、執政・山内隼人（深尾茂延、深尾成質の弟）に報告。慶応4年1月1日(太陽暦1月25日)、谷は下横目・森脇唯一郎を伴って京を出立、1月3日(太陽暦1月27日)、鳥羽伏見で戦闘が始まり、1月4日(太陽暦1月28日)、山田隊、吉松隊、山地元治、北村重頼、二川元助らは藩命を待たず、薩土密約を履行して参戦。その後、錦の御旗が翻る。1月6日(太陽暦1月30日)、谷が土佐に到着。1月9日(太陽暦2月2日)、乾退助の失脚が解かれ、1月13日(太陽暦2月6日)、深尾成質を総督、乾退助を大隊司令として迅衝隊を編成し土佐を出陣、戊辰戦争に参戦した。

## 評価
戊辰戦争後、この事件を西郷隆盛と板垣退助は次の様に評している。

## 近年
東京都港区芝2丁目の薩摩藩邸の土地には、1887年（明治20年）12月に福澤諭吉や金子堅太郎らの招聘でアメリカ・ユニテリアン協会のアーサー・メイ・ナップ牧師が来日してミッション活動を開始したときに、ジョサイア・コンドルの設計の「唯一館」が建築され、ユニテリアン統一主義の布教活動が行われていた。
惟一館の名称はのちに「三田会館」、現在はホテルの「ローズステイ東京芝公園」（別称「友愛会館」）となっている。